# Bentheim-Tecklenburg

Stemma dei Bentheim-Tecklenburg

Bentheim-Tecklenburg fu una Contea sorta attorno a Teclemburgo a nord della Renania Settentrionale-Vestfalia, in Germania. Si originò dalla spartizione della Contea di Bentheim nel 1277, e venne a sua volta diviso in se stesso e nel Bentheim-Lingen nel 1450. Il Conte Corrado convertì il proprio Stato al luteranesimo nel 1541. Nel 1557, lo Stato venne ereditato dal Bentheim-Steinfurt. Una nuova divisione dei beni familiari portò nel 1606 alla nascita del ramo denominato Bentheim-Tecklenburg-Rheda che perse la sovranità con la mediatizzazione nel 1806 ed è tuttora esistente (con rango principesco dal 1817). La città di Teclemburgo e il grosso della Contea erano già stati ceduti nel Settecento ai Re di Prussia.

## Conti di Bentheim-Tecklenburg (1277 - 1557)
- Ottone III (1277 - 1338)
- Ottone IV (1289 - 1302)
- Ottone V (1302 - 1328)
- Riccardo (1328 - 1338)
- Nicola I (Conte di Alt-Bruchhausen e Schwerin) (1338 - 1360)
- Ottone VI (1360 - 1388)
- Nicola II (1388 - 1426)
- Ottone VII (1426 - 1450)
- Nicola III (Conte di Bentheim-Lingen) (1450 - 1493)
- Ottone VIII (1493 - 1526)
- Corrado (Conte di Bentheim-Lingen) (1526 - 1557)

## (Mediatizzati) Principi di Bentheim-Tecklenburg (1817–)[1]
- Emilio, 1º Principe 1817–1837 (1765-1837)
  - Maurizio Casimiro, 2º Principe 1837–1872 (1795-1872)
  - Francesco, 3º Principe 1872-1885 (1800-1885)
  - Principe Adolfo Luigi (1804-1874)
    - Gustavo, 4º Principe 1885-1909 (1849-1909)
      - Adolfo, 5º Principe 1909-1967 (1889-1967)
        - Maurizio Casimiro, 6º Principe 1967-2014 (1923-2014)
          - Principe Carlo Gustavo Maurizio Casimiro (1960-) - rinunciò ai diritti di successione
          - Massimiliano, 7º Principe 2014- (1969-)
            - Principe Maurizio (2003-)
            - {Principe Carlo Emilio (2010-)